# HD ready

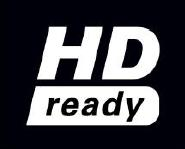
Figura 1: Segell HD ready

HD ready és una certificació que s'aplica als dispositius de visualització que, complint amb les especificacions HDTV, compleixen els requisits establerts per la EICTA (Associació de la indústria Europea per al desenvolupament de les tecnologies de la informació i la comunicació) per compatibilització i visualització. Si el dispositiu visualitzador compleix els requeriments de la EICTA, se li atorga el segell HD ready que es mostra a la figura 1.

## Requisits per a l'acreditacióHD ready
Les condicions de la EICTA per a l'etiquetatge HD ready són el resultat d'un esforç concertat de la indústria europea d'alta tecnologia juntament amb representacions del sector europeu de teledifusió pública i privada, infraestructures i proveïdors de serveis, així com iniciatives relacionades amb la HDTV. Les condicions engloben una acurada recerca, resultat d'un balanç entre la tecnologia i l'empresa dels controladors.
Els dispositius mereixedors d'aquest segell hauran de complir els següents requisits:
1. El dispositiu ha de complir les especificacions HDTV establertes per la Unió Internacional de Telecomunicacions.
2. La resolució mínima del dispositiu o del motor de visualització haurà de ser de 720 línies per al format 16:9.
3. El dispositiu ha d'estar equipat amb les següents entrades: YPBPR analògica i DVI i/o HDMI per entrada digital. Les entrades digitals han d'acceptar el protocol de protecció de continguts (HDCP) que ens permetrà veure continguts procedents d'un senyal amb copyright.
4. Les entrades per alta definició hauran de ser compatibles amb els següents formats de vídeo d'alta definició:

- 1280 x 720 a 50Hz (720p 50Hz)
- 1280 x 720 a 60Hz (720p 60Hz)
- 1920 x 1080 a 50Hz (1080i 50Hz)
- 1920 x 1080 a 60Hz (1080i 60Hz)

## Recepció i representació de HD
La figura 2 il·lustra la diversitat de configuració d'una cadena de recepció i representació de HD: per una banda, consistent en un receptor HD i un dispositiu visualitzador de HD; o bé, per l'altra, un televisor HDTV integrat combinant ambdues parts en un sol dispositiu. En aquest últim cas, l'etiqueta HD ready fa referència només a la pantalla.

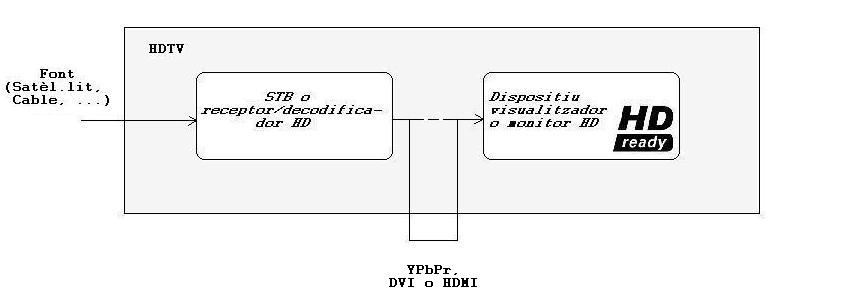
Figura 2: Cadena Recepció-Representació de HD

## Advertències
El fet que un producte llueixi el distintiu HD ready no vol dir necessàriament que pugui projectar la resolució completa d'una imatge que prové d'una font d'alta definició. La majoria d'aparells no tenen els suficients píxels com per a donar una representació píxel per píxel del format més exigent d'alta definició (1920x1080) i n'hi ha que ni tan sols ho fan amb la resolució més baixa (1280x720), com és el cas dels monitors de CRT o pantalles de plasma, amb resolucions de 1024x768.
El terme HD compatible s'utilitza també a nivell europeu per a indicar que una pantalla té connexió HDMI, però la seva resolució és inferior a la que estableix el segell HD Ready.

## HD readyvsFullHD
El distintiu HD ready garanteix la visualització d'imatges amb resolució HD, però no assegura que sigui amb la nitidesa completa que pot oferir HD. És a dir, el format HD presenta diverses resolucions possibles: 720i, 720p, les menors; i 1080i, 1080p les majors i que proporcionen una qualitat òptima. En cas que un dispositiu visualitzador suporti 1080p es considera FullHD; és a dir, que transmet la resolució HD sense redimensionaments.

## Aspectes a considerar
El segell HD ready garanteix la visualització d'imatge d'alta definició. Ara bé, perquè el dispositiu visualitzador resulti efectiu, la font d'imatge ha d'ésser també en alta definició. És a dir, cal difusió d'imatge HD i un receptor HD, en el cas de teledifusió; o bé dispositius d'emmagatzematge i reproducció HD (HDPVR). Malauradament, en el nostre país la difusió de televisió d'alta definició encara es troba en fase de proves (actualment només existeixen TV3 HD i Canal 9 HD), i a més, els formats físics d'alta definció: Blu-ray i HD-DVD no estan massa estesos. Així doncs, avui dia, l'única justificació per a l'adquisició d'un dispositiu HD ready és la seva capacitat de suportar la televisió del futur: la televisió d'alta definició.

## Alternatives als televisorsHD ready
La majoria d'ordinadors de sobretaula i portàtils són més HD Ready del que requereix aquest distintiu. Tot i així, no se’ls qualifica amb aquest segell, llevat que compleixin els requisits de connexió establerts. Qualsevol ordinador suficientment ràpid amb una pantalla de resolució de 1280x720 o superior és capaç de reproduir vídeo d'alta definició; ara bé, si la font és de format 1080i, es produirà un escalat de la imatge d'alta definició i la qualitat original es veurà minvada, malgrat que resulti pràcticament imperceptible. El vídeo pot provenir de diferents fonts com Internet, arxius de dades o targetes sintonitzadores de televisió digital. Internet ofereix alguns continguts en alta definició, com trailers o documentals de lliure descàrrega.